# Samrat Upadhyay
Samrat Upadhyay este un scriitor nepalez, a cărui operă a fost scrisă în limba engleză. De asemenea, el este profesor la Universitatea din Indiana.